# Thanksgiving
Thanksgiving er en høstfest, der fejres primært i USA og Canada. Thanksgiving var oprindeligt tilknyttet kristendommen, men er i dag en overvejende sekulariseret helligdag, hvor man almindeligvis er sammen med familie og venner uanset religion.  Den første thanksgiving fandt sted i 1621 omkring den tid, hvor de første europæere kom til Amerika, og de indfødte hjalp dem med at skaffe føde.
I USA fejres helligdagen den fjerde torsdag i november. I Canada, hvor høsten almindeligvis slutter tidligere på året, fejres helligdagen den anden mandag i oktober.

## Thanksgiving i USA
Det er en tradition, at man er sammen med familien og spiser kalkun garneret med bl.a. tranebær, kartofler og søde kartofler.  Som dessert spises græskartærte. Alle fødevarer, der traditionelt anvendes, stammer fra Den Nye Verden.

## Thanksgiving og religion
Selv om thanksgiving på mange måder er en sekulariseret familiefest, har den aldrig helt mistet sin religiøse tilknytning. Det er en udbredt tradition i amerikanske familier før thanksgiving-middagen at bede bordbøn og takke Gud for årets velsignelser, ligesom den amerikanske præsident på dagen udsender en proklamation med taksigelse til Gud.

## Eksterne kilder
- Wikimedia Commons har flere filer relateret til Thanksgiving
- Den amerikanske højtid. bentbay.dk Arkiveret 11. september 2011 hos  Wayback Machine
- Thanksgiving - hvor liderligere er kalkuner?  Videnskab.dk